# Jedlová (okres Svitavy)
Obec Jedlová (něm. Schönbrunn) se nachází v okrese Svitavy v Pardubickém kraji, zhruba 6 až 8 km jihovýchodně od Poličky. Žije zde přibližně 1 100 obyvatel.

## Historie
První písemná zmínka o obci pochází z roku 1349.
Do katastru obce patří samota Balda, zvaná také Zlatá studna (Waldbrunn, Wald). V 17. století tu při hledání zlata objevili pramen minerální vody, u něhož pak zásluhou hrabat Hohenembsů vyrostly malé lázně (1748) a mariánská kaple. Brzy k nim přibyl i zámek, který sloužil k občasnému pobytu vrchnosti až do roku 1869, kdy došlo k jeho adaptaci na veřejný lázeňský dům. Toto místo zasazené do malebné přírody, bylo ještě před 2.světovou válkou hojně navštěvováno (mimo jiné u pobýval i Jaroslav Vrchlický), díky čemuž mohla vzniknout Nová Balda, vzdálená jen pár stovek metrů od starého areálu. Na sklonku války ovšem lázeňské budovy zpustly natolik, že v letech  1946-1947 musely být některé z nich zbořeny (bývalý zámek). Brzy na to byly zrušeny i samotné lázně.
Jedlovou po století obývali německy mluvící Češi. Jako v celém regionu jazykového ostrovu Hřebečska byli německy mluvící obyvatelé v důsledku druhé světové války vyhnáni. Přímo z Jedlové (Schönbrunn) odešlo do Görwihlu v Černém lese v prosinci roku 1946 osm osob (5 dospělých, 3 děti). V roce 1947 přišly dalších 9 osob, během 50.let našlo v Görwihlu nový domov 50 osob původem z Jedlové.
Na Baldě dosud stojí poutní kaple Panny Marie Sněžné, vybudovaná počátkem 19. století, ještě za Hohenembsů. V současné době se rýsuje reálná možnost aspoň částečného obnovení lázeňského provozu.

## Pamětihodnosti
- Kostel Navštívení Panny Marie
- Krucifix při silnici k Poličce
- Socha Ecce Homo u cestě k Bystrému
- Fara
- Poutní kaple Panny Marie Sněžné z let 1747 až 1748 na Baldě, necelé 3 km severovýchodně od vsi

## Galerie

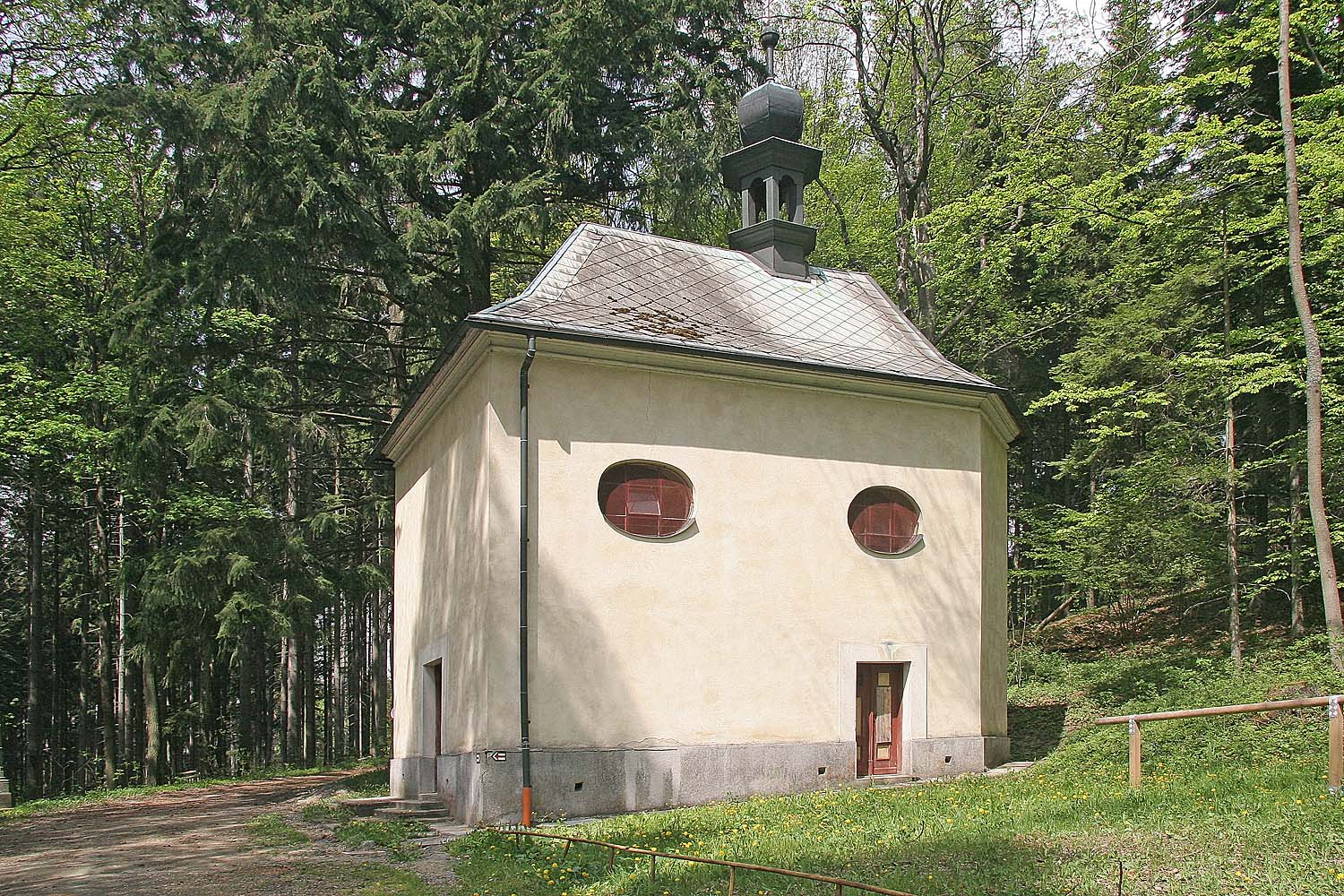
Poutní kaple Panny Marie Sněžné na Baldě
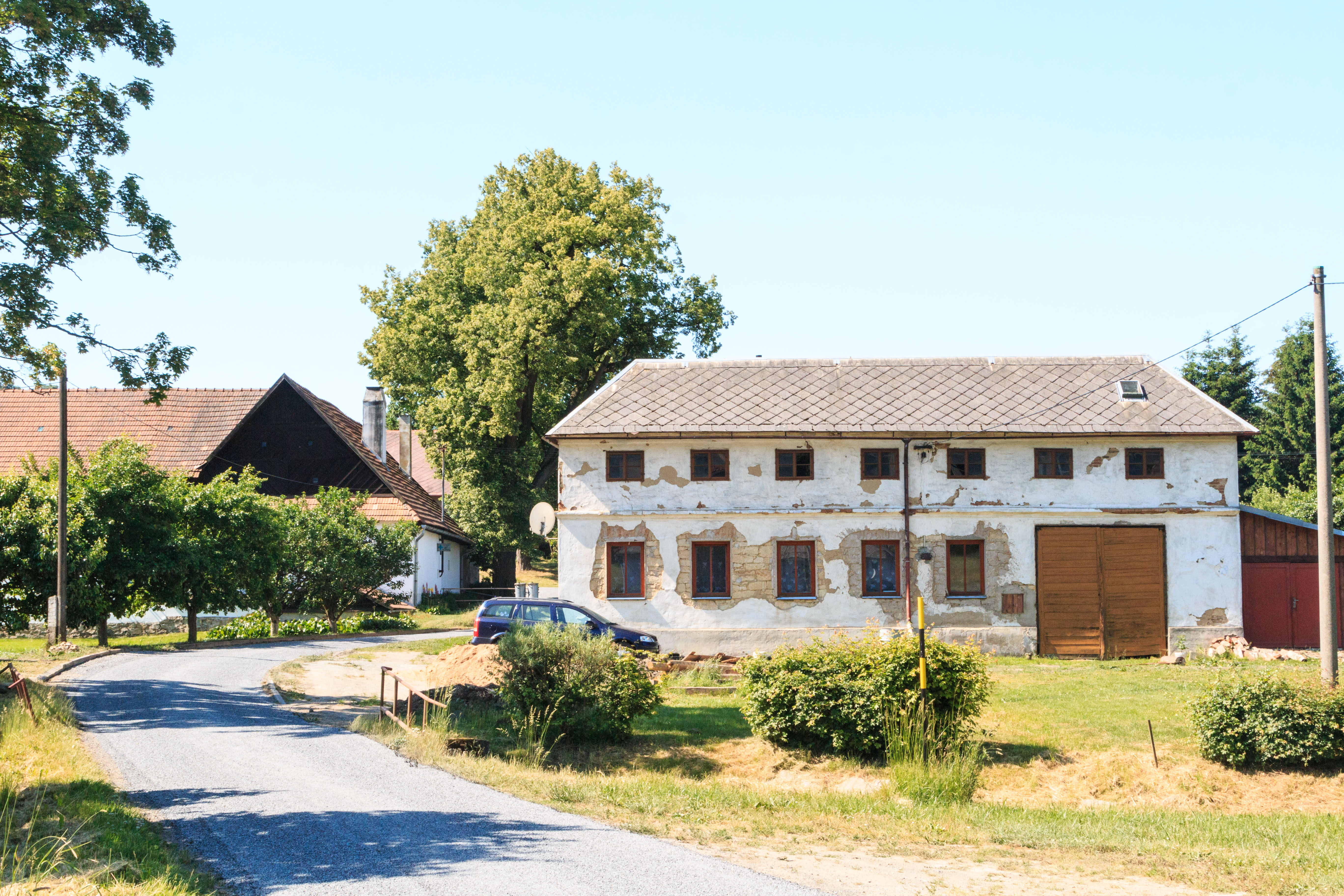
Jedlová – dům čp. 242
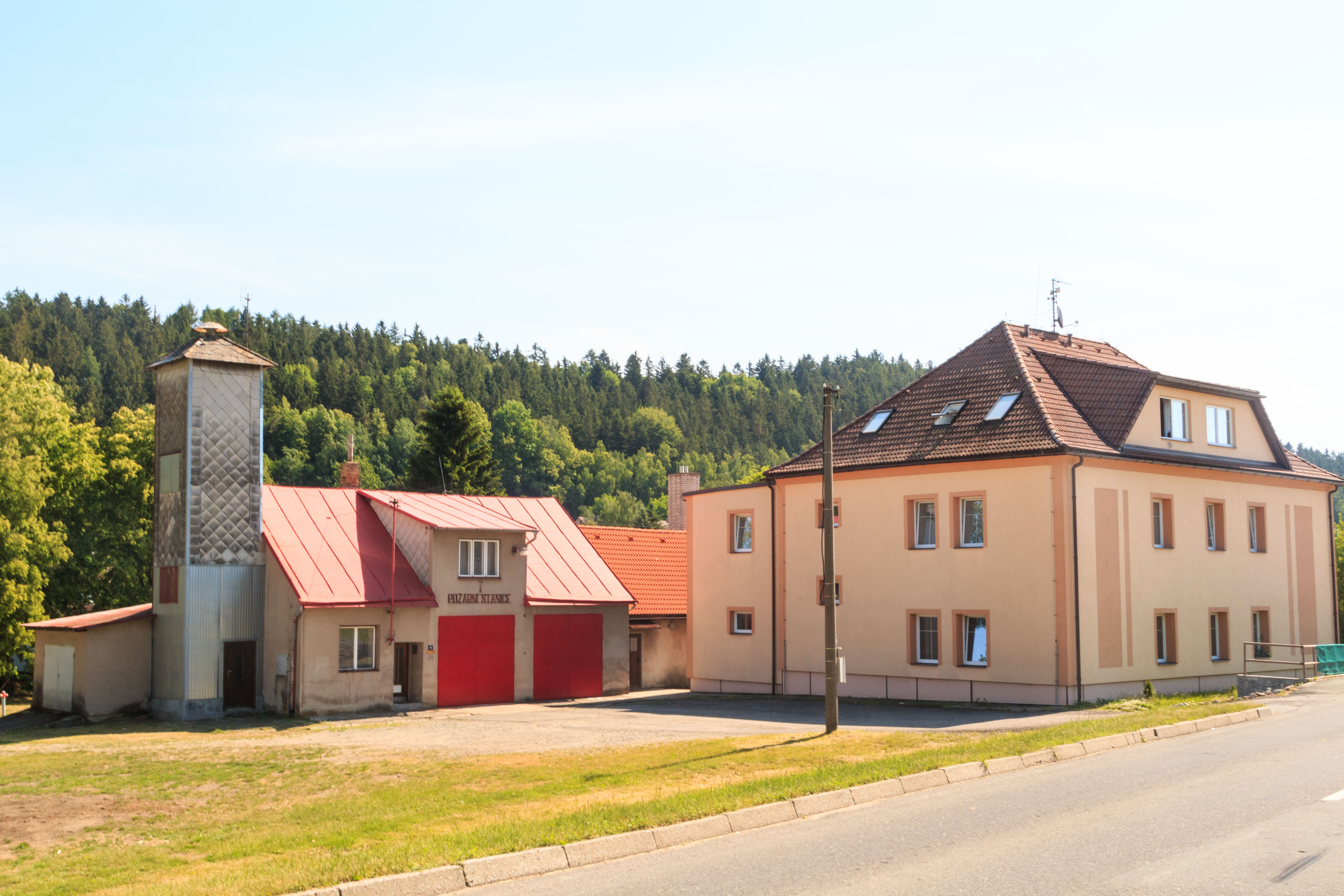
Jedlová – hasičská zbrojnice
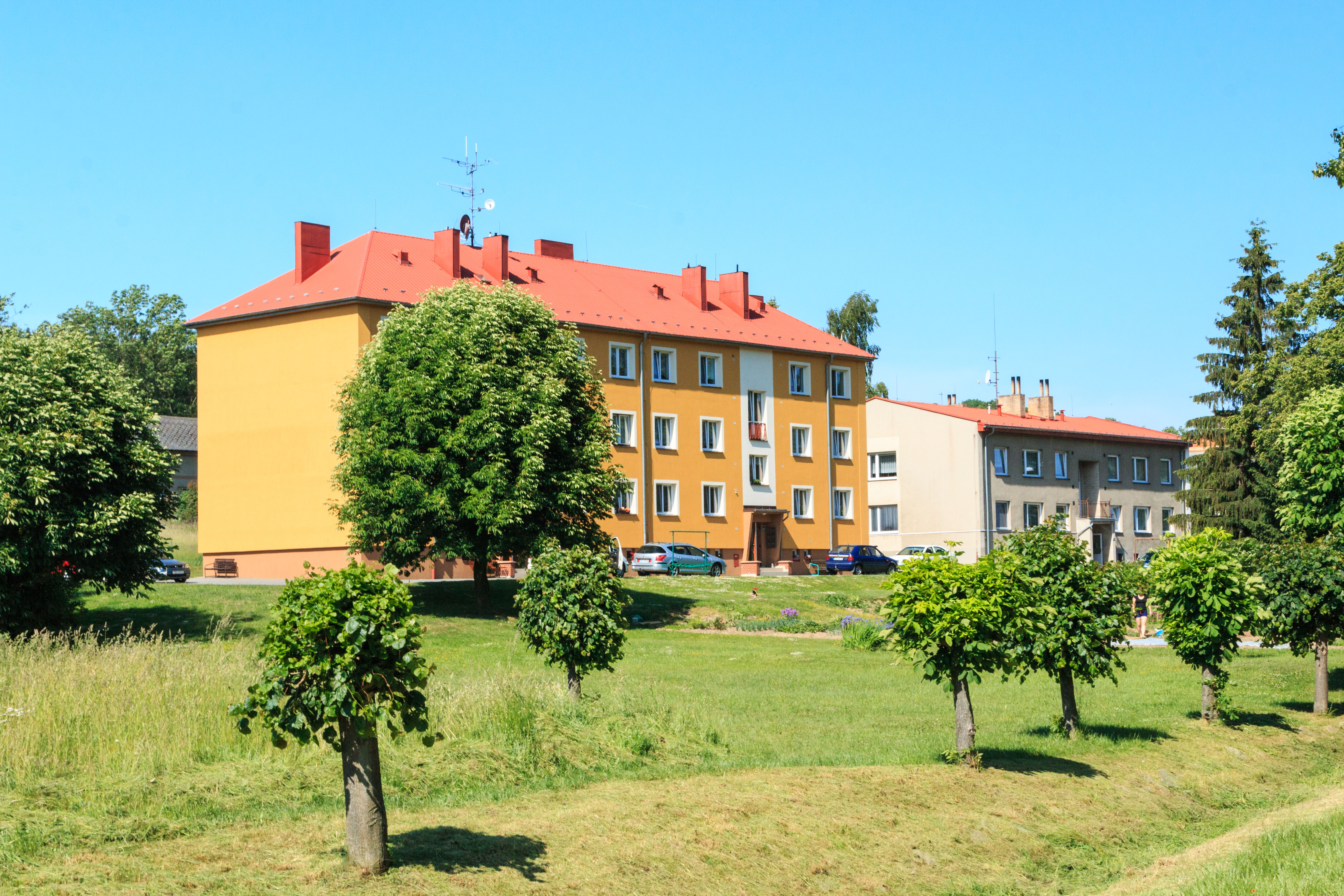
Jedlová – dům čp. 250